# Murales de Afrasiab
Los murales de Afrasiab, también llamados Pinturas de los Embajadores, son un raro ejemplo de arte sogdiano. Se descubrió en 1965, cuando las autoridades locales decidieron la construcción de una carretera en medio del montículo de Afrasiab, el antiguo emplazamiento de la Samarcanda pre-mongola. Ahora se conserva en el Museo Afrasiab de Samarcanda en el montículo de Afrasiab.

## Descripción
Las pinturas datan de mediados del siglo VII de nuestra era. Probablemente se pintaron entre el 648 y el 651, ya que el kanato de los turcos occidentales, cuyos miembros aparecen abundantemente en el mural, estaba en sus últimos días antes de su caída en el 657, y la dinastía Han estaba aumentando su territorio en Asia Central. En las cuatro paredes de la habitación de una casa particular, se representan tres o cuatro países de la vecina Asia Central. En la pared norte, China, una fiesta china, con la emperatriz en un barco y el emperador cazando, en la pared sur, Samarcanda, es decir, el mundo iraní: una procesión funeraria religiosa en honor de los antepasados durante la fiesta de Nouruz, en la pared este, la India, como la tierra de los astrólogos y de los pigmeos, pero la pintura está muy destruida.
El tema de la pared principal, la pared occidental que da a la entrada, se debate entre los especialistas. Los soldados köktürk escoltan a los embajadores procedentes de varios países del mundo (Corea, China e Irán principalmente, etc.). Hay tres hipótesis principales. El principal experto en pintura sogdiana, el excavador de Panjakent, B. Marshak, señala que en la pintura sogdiana, los dioses siempre están representados en la parte superior del muro principal. Sin embargo, como los turcos guían las embajadas pero no son ellos mismos embajadores, se ha sugerido también que el Gran Kan turco, entonces «señor de Asia» interior y central, podría estar representado allí. En efecto, un texto chino dice que la idea de los «Cuatro Señores del Mundo», aquí China, India, Irán y los turcos, se representa en las paredes de los palacios cercanos a Samarcanda precisamente durante este periodo, lo que encajaría perfectamente con las cuatro paredes de esta sala. La última hipótesis recurre a una inscripción que menciona al rey de Samarcanda para proponer la idea de que los embajadores le presentan sus regalos.
Las cuatro paredes de la sala palaciega de Afrasiab parecen representar las cuatro principales civilizaciones en juego en Asia central en aquella época: un panel chino con una escena de China, un panel de la India, un panel iraní con la representación de una ceremonia religiosa durante el Nouruz, y posiblemente un panel turco, que muestra a numerosos embajadores siendo guiados por un oficial turco hacia un gobernante, que podría ser un Gran Kan turco.

### Inscripción del rey Varhuman y embajadores
En los murales de Afrasiab se ha encontrado una inscripción que menciona a Varhuman. Está escrita en sogdiano:

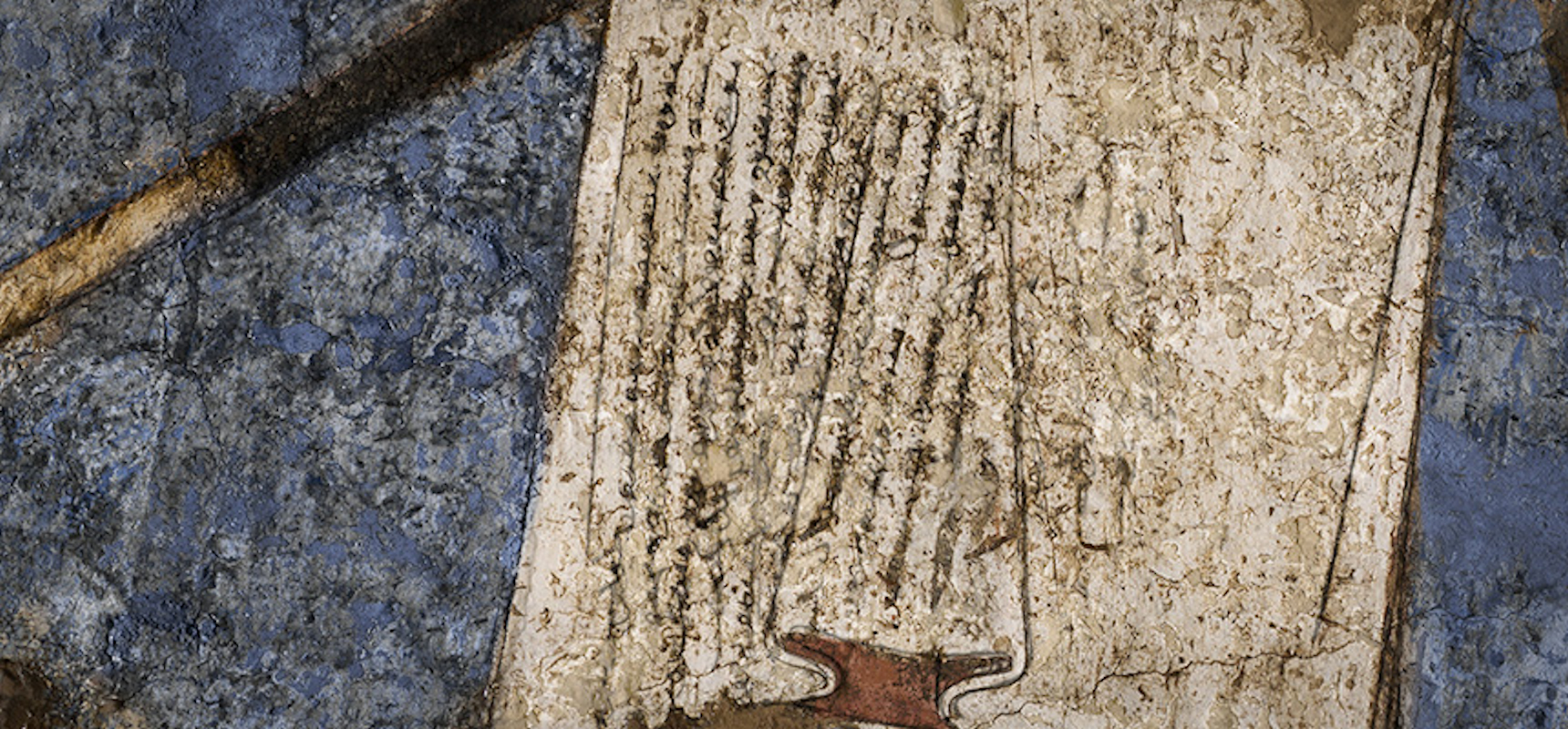
Inscripción de Afrasiab en sogdiano.

Cuando el rey Varkhuman Unash se acercó a él [el embajador] abrió la boca [y dijo así] "Soy Pukarzate, el dapirpat (canciller) de Chaganian. Llegué aquí desde Turantash, el señor de Chaganian, a Samarcanda, al rey, y con respecto al rey [ahora] estoy [aquí]. Y con respecto a mí no tengas ningún recelo: Sobre los dioses de Samarcanda, así como sobre la escritura de Samarcanda estoy muy al tanto, y tampoco he hecho ningún daño al rey. Que seas muy afortunado". Y el rey Varkhuman Unash se despidió [de él]. Y [entonces] el dapirpat (canciller) de Chach abrió la boca.
—Inscripción en la túnica de un embajador.

### Oficiales y cortesanos turcos occidentales

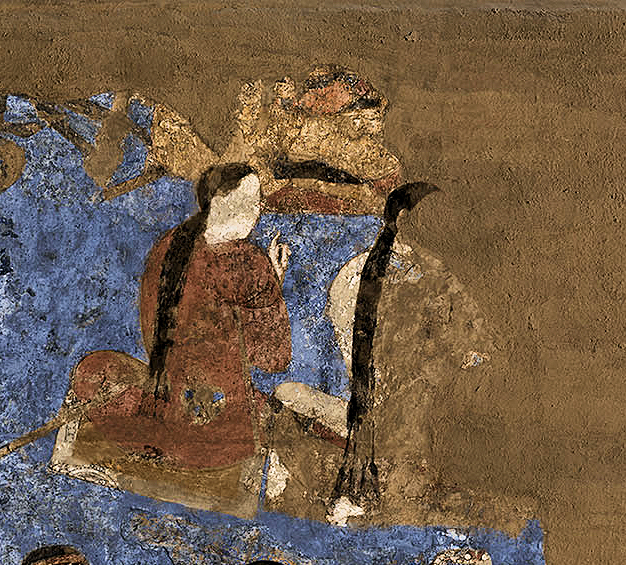
Cortesanos sentados, Afrasiab,.

A diferencia de los embajadores de otros países, los turcos occidentales del mural no llevan regalos. Se les considera asistentes a la escena y escoltas militares de los embajadores extranjeros. Todos ellos son reconocibles por sus largas trenzas.
Es posible que los embajadores de varios países estuvieran rindiendo homenaje tanto al rey Varkhuman como al turco occidental Gran Kan Shekui, ambos vasallos nominales de China. Los numerosos oficiales y cortesanos turcos presentes pueden sugerir el predominio de los turcos occidentales en la corte de Samarcanda durante este periodo.
En el mural, los turcos occidentales son de etnia turca, nushibis, y no sogdianos turquinizados, como sugieren los marcados rasgos mongoloides y los rostros sin barba. Son el grupo étnico más numeroso en el mural, y no son embajadores, sino asistentes militares. Su representación ofrece una visión única de los trajes de los turcos del siglo VI-vii. Llevan tres o cinco trenzas largas, a menudo recogidas en una sola larga, visten abrigos monocromos con mangas hasta los tobillos y dos solapas, esta moda del cuello se ve por primera vez en Ciudad de Jotán, cerca de Turfán, una tierra tradicional turca, en los siglos II-IV, calzan botas bajas negras de punta y lucen brazaletes de oro con lapislázuli o perlas.

## Vista general
Hay cuatro paredes, con murales en diversos estados de conservación. Había dos registros, uno superior y otro inferior, pero el registro superior de los murales fue esencialmente destruido por las excavadoras durante las obras de construcción que condujeron a su descubrimiento.
Se han propuesto varias reconstrucciones del conjunto del mural.

## Murales originales (detalles)

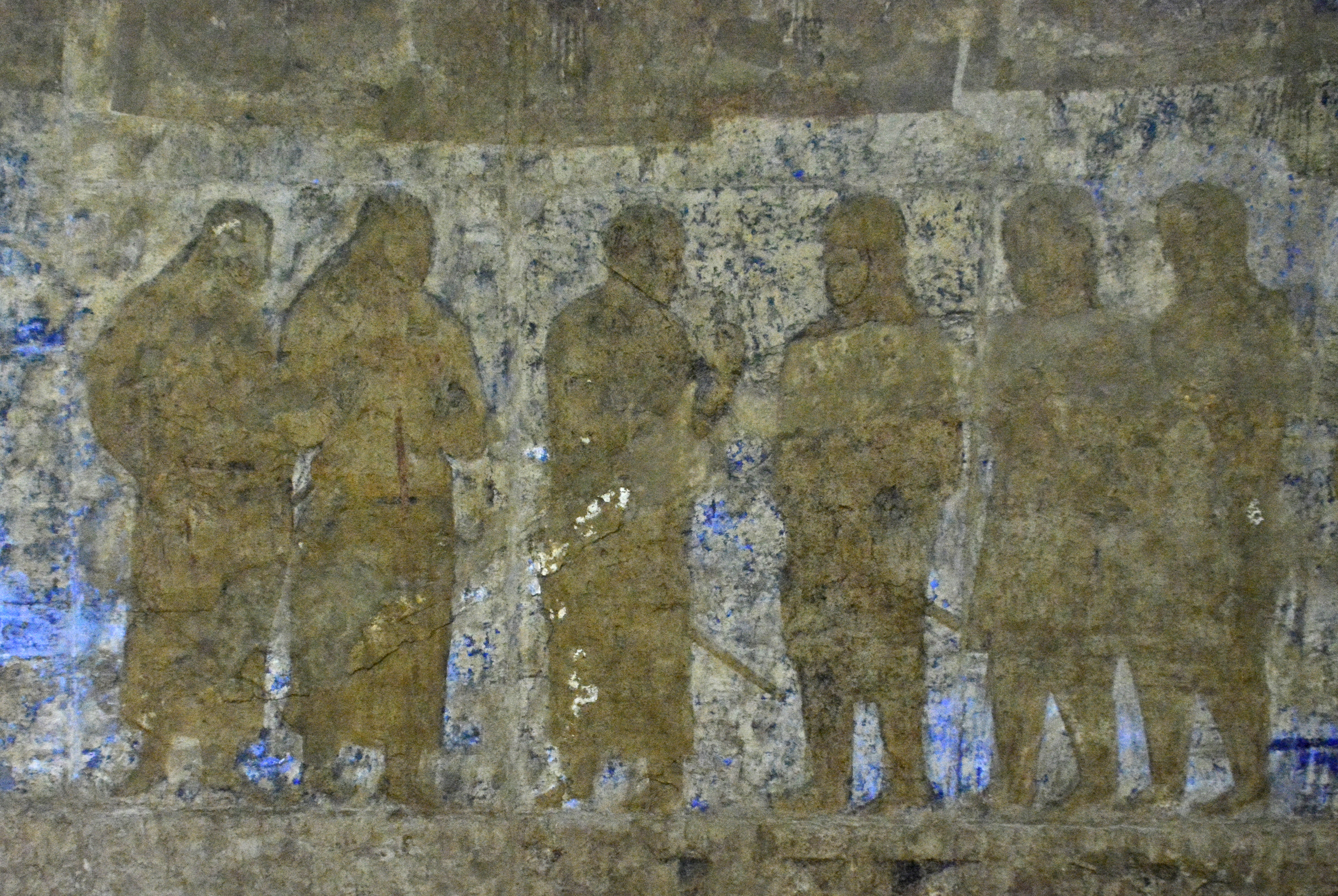
Fresco del Palacio Afrasiab del siglo VII al VIII. Los chambelanes e intérpretes de Sogdiana presentan a los mensajeros tibetanos.
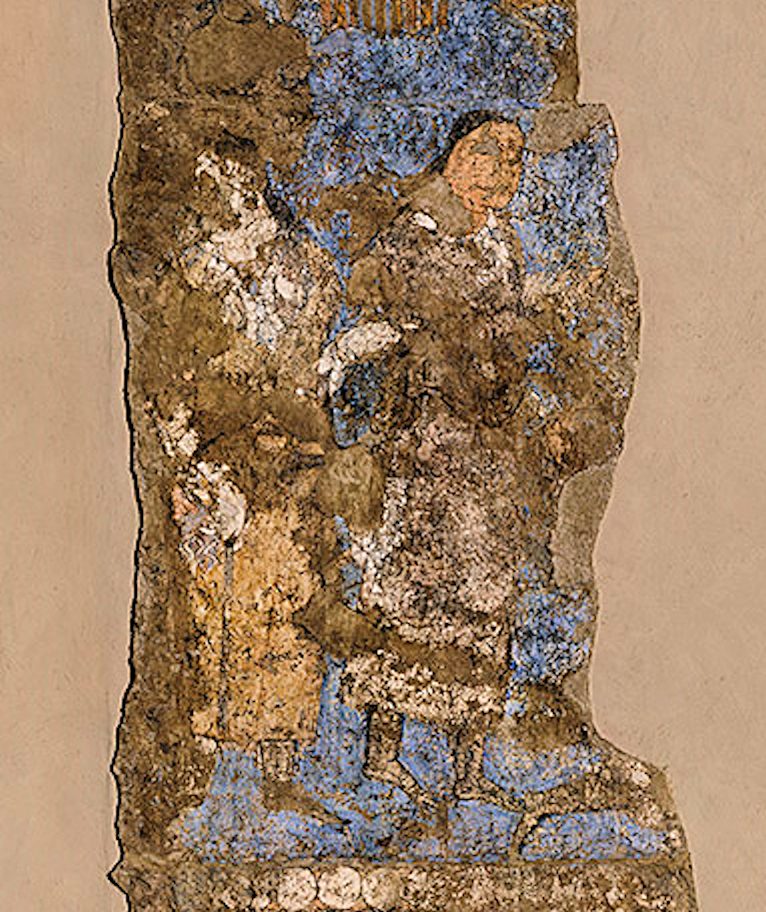
Dignatarios turcos visitan al rey Varkhuman en Samarcanda. Uno de ellos está etiquetado como procedente de Argi (Karashahr en el moderno Sinkiang).
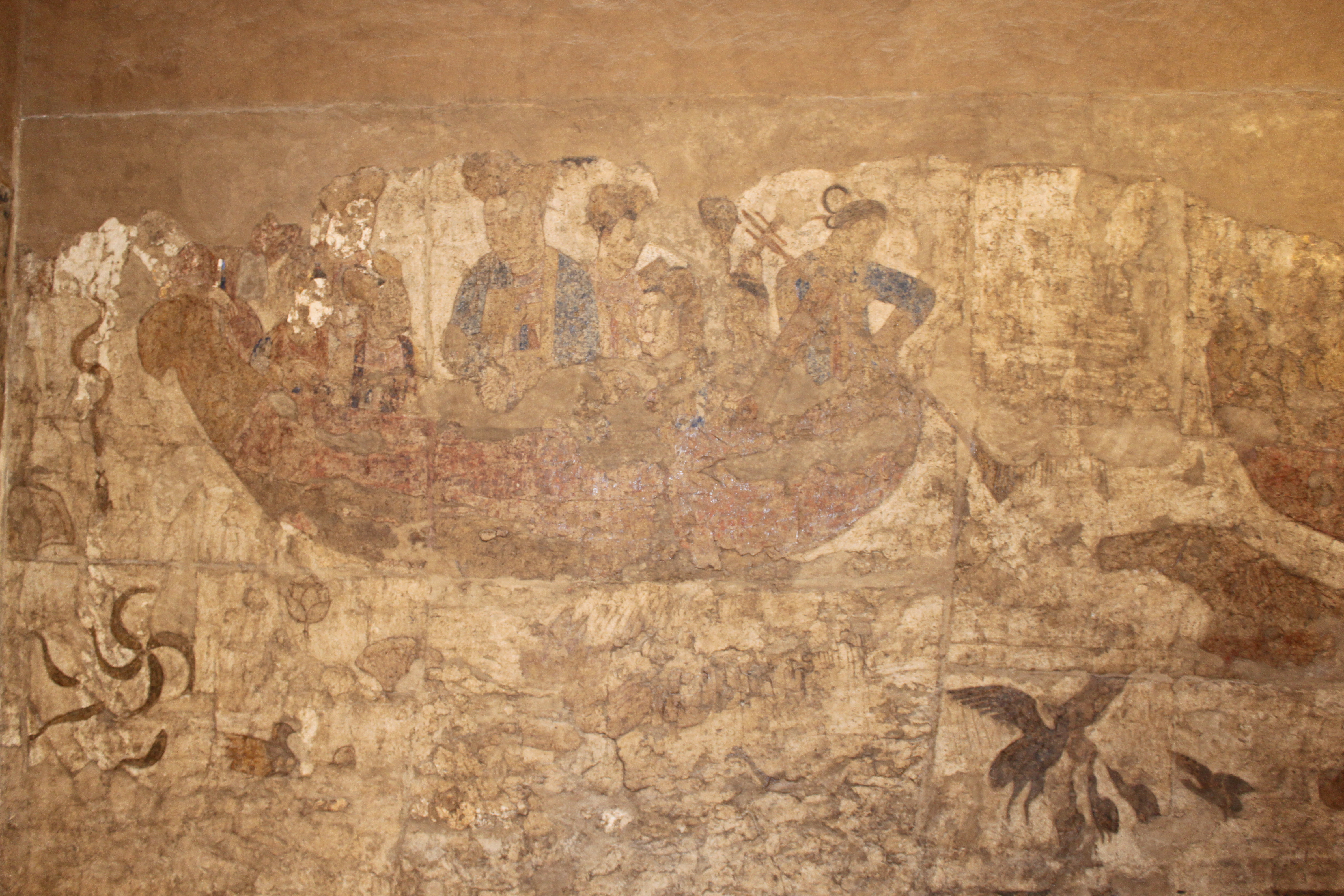
Barco chino.
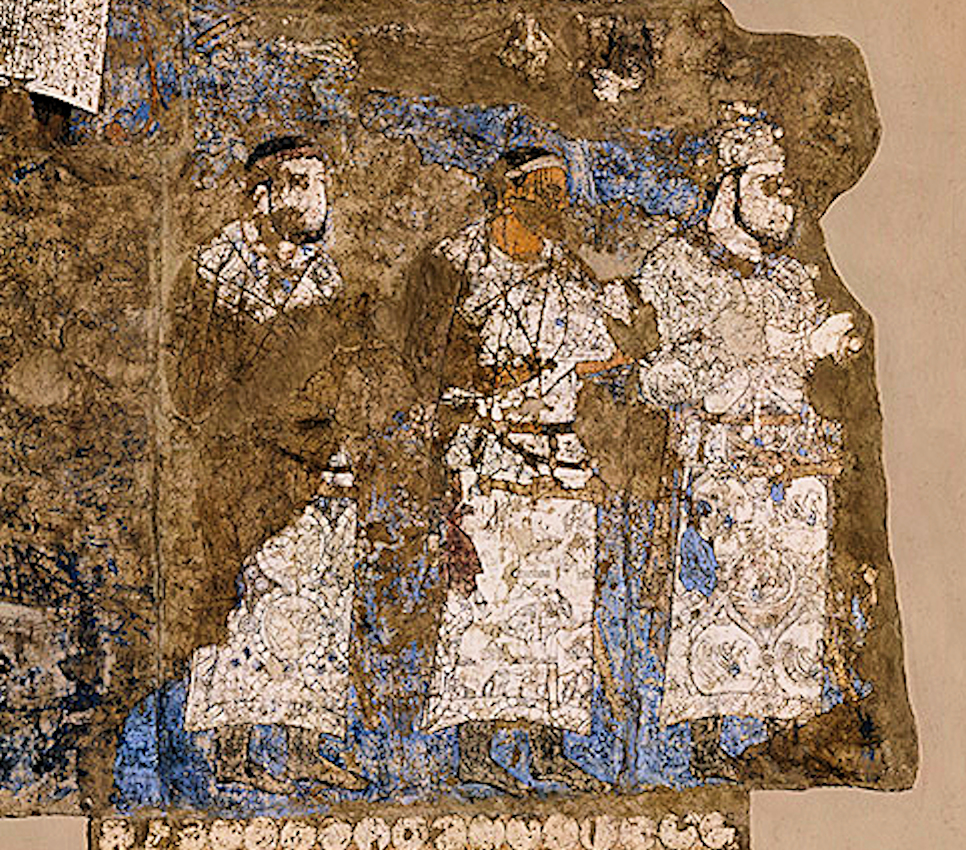
Embajadores de Chaganian (figura central, inscripción del cuello), y Chach (actual Tashkent) ante el rey Varkhuman de Samarcanda. 648-651 CE, murales de Afrasiyab, Samarcanda.
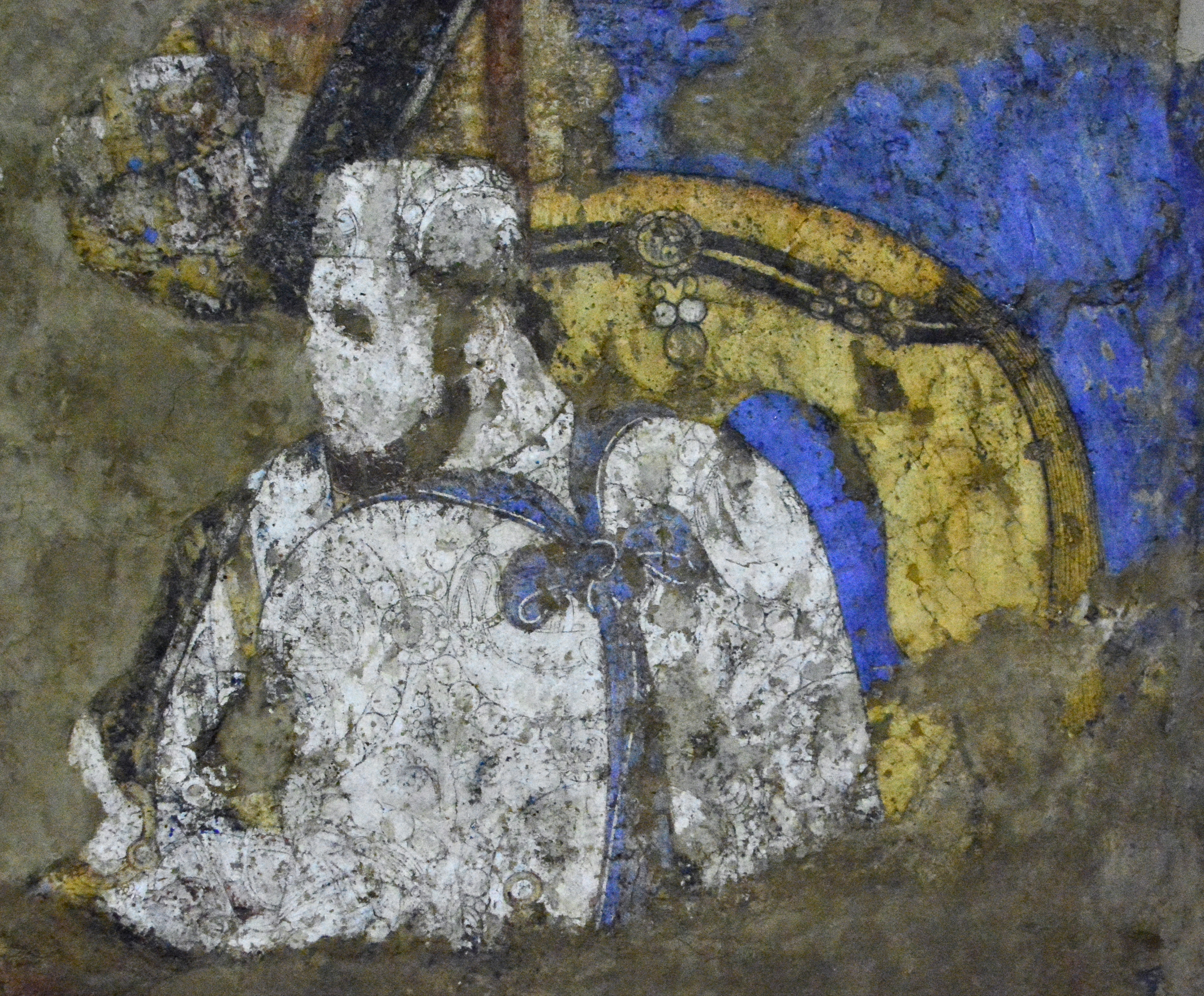
Fresco del Palacio de Afrasiab, siglo VII-VIII. Rey sogdiano de Samarcanda. Varkhuman

## Restauraciones
A principios del año 2014, el estado francés declaró que financiaría la restauración de las pinturas.

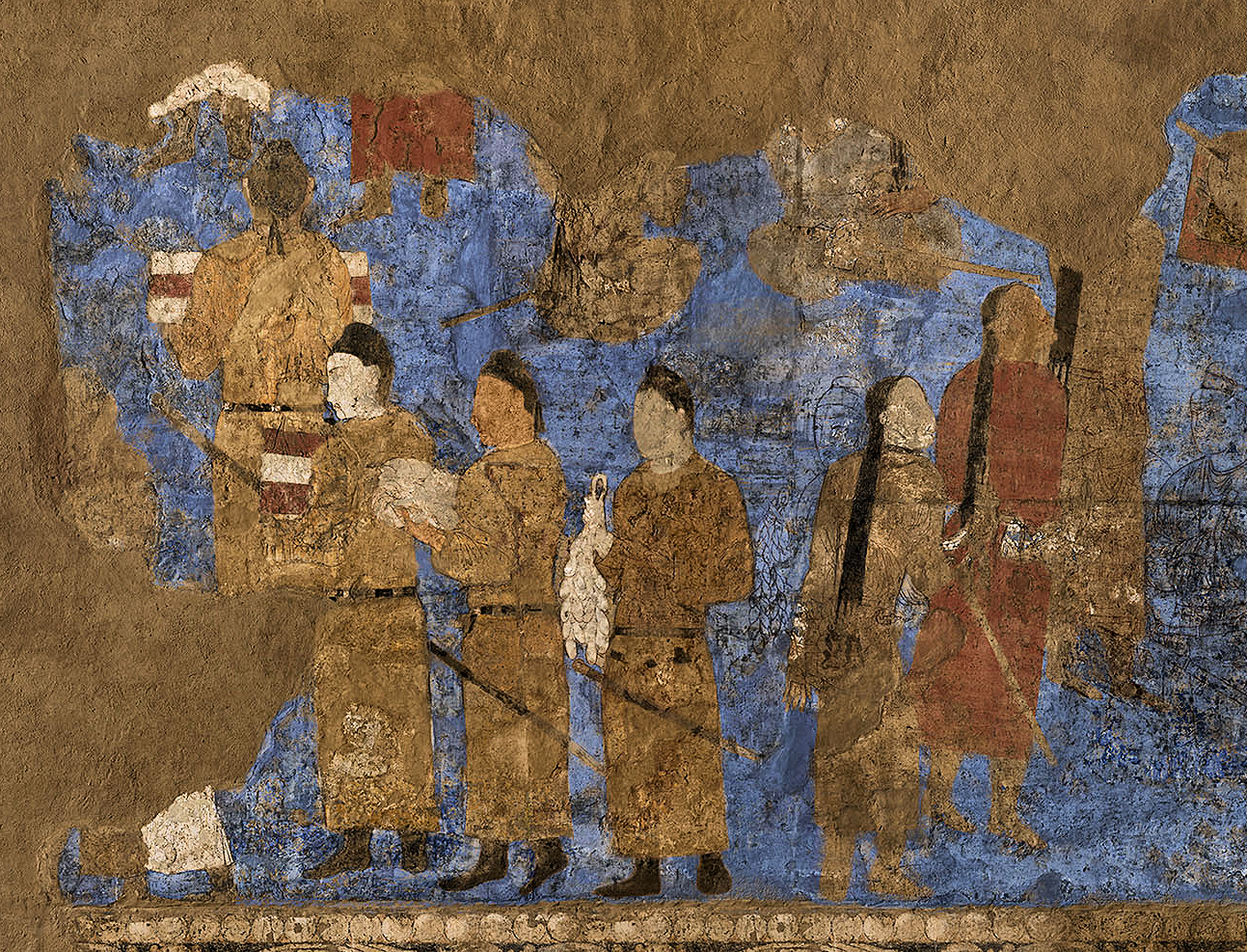
Embajada china de Afrasiab (izquierda), con seda y una cadena de capullos de gusanos de seda, y delegados turcos (derecha), reconocibles por sus largas trenzas.
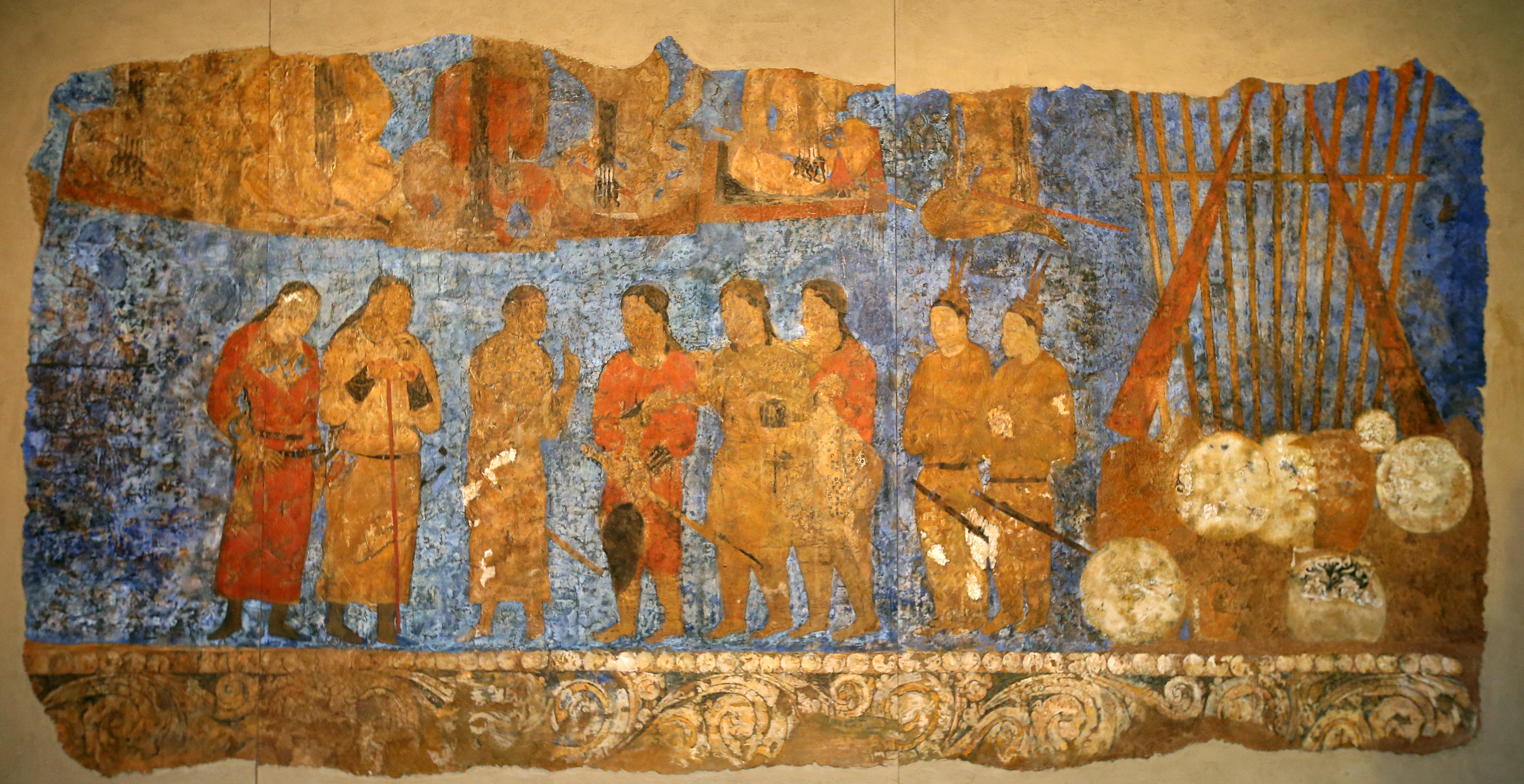
Pintura mural en el Ambassador's Hall en Afrosiab.
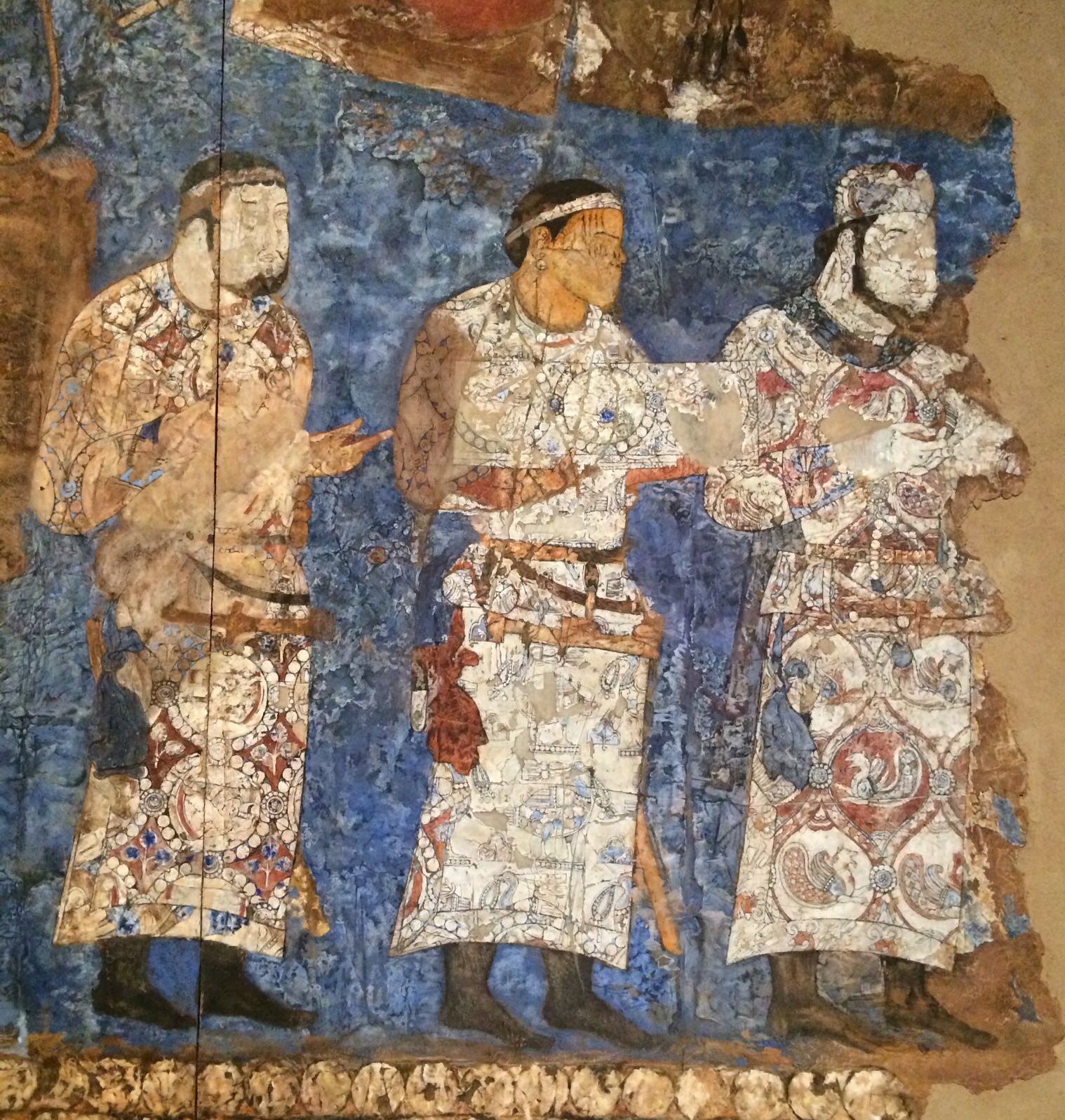
Embajadores de Chaganian (figura central, inscripción del cuello), y Chach (actual Tashkent) ante el rey Varkhuman de Samarcanda. 648-651, murales de Afrasiab, Samarcanda.[1][10][12] El delegado de la derecha tiene un diseño de Simurgh en su vestido.
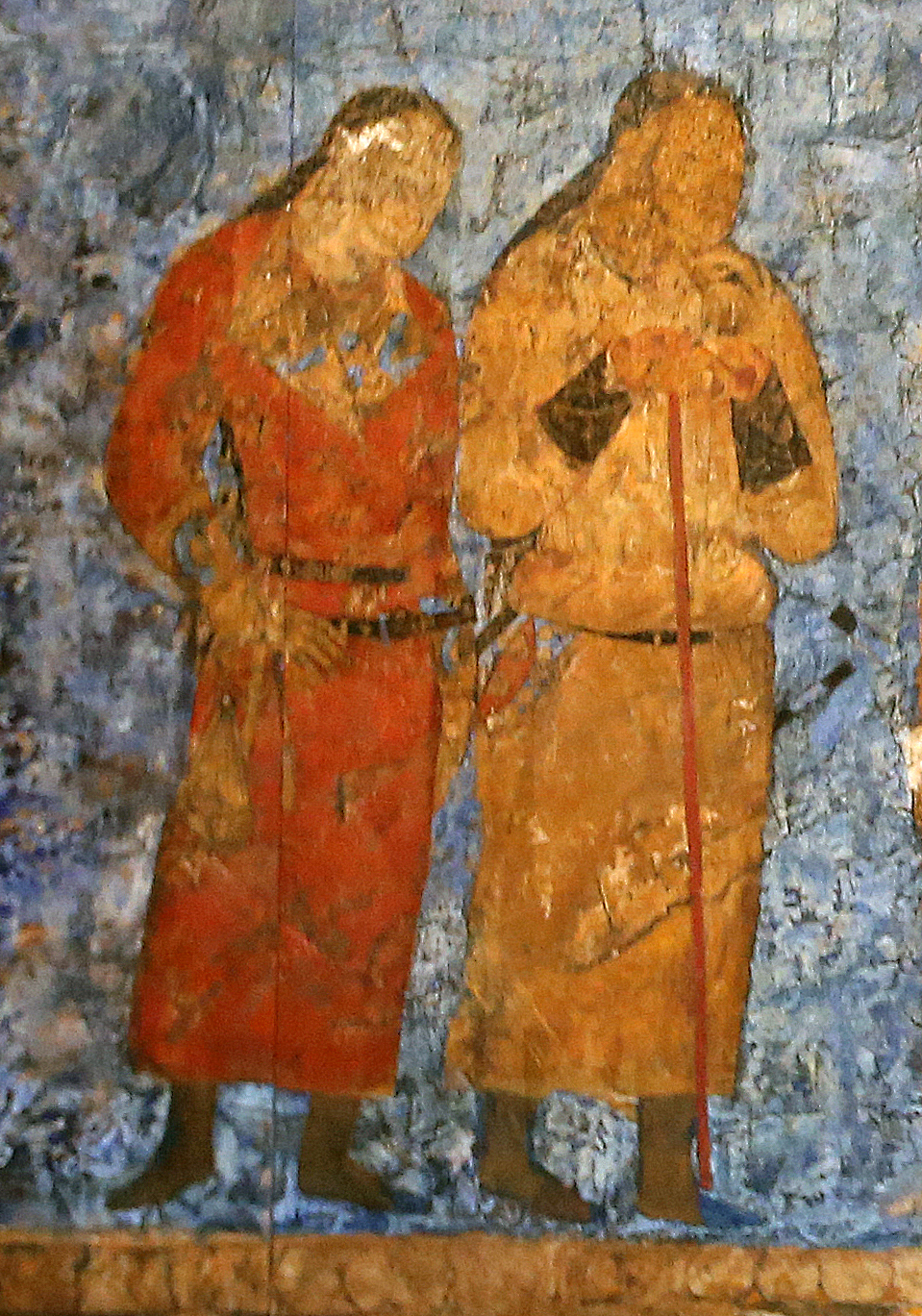
Oficiales turcos durante una audiencia con el rey Varkhuman de Samarcanda. 648-651, murales de Afrasiab, Samarcanda.
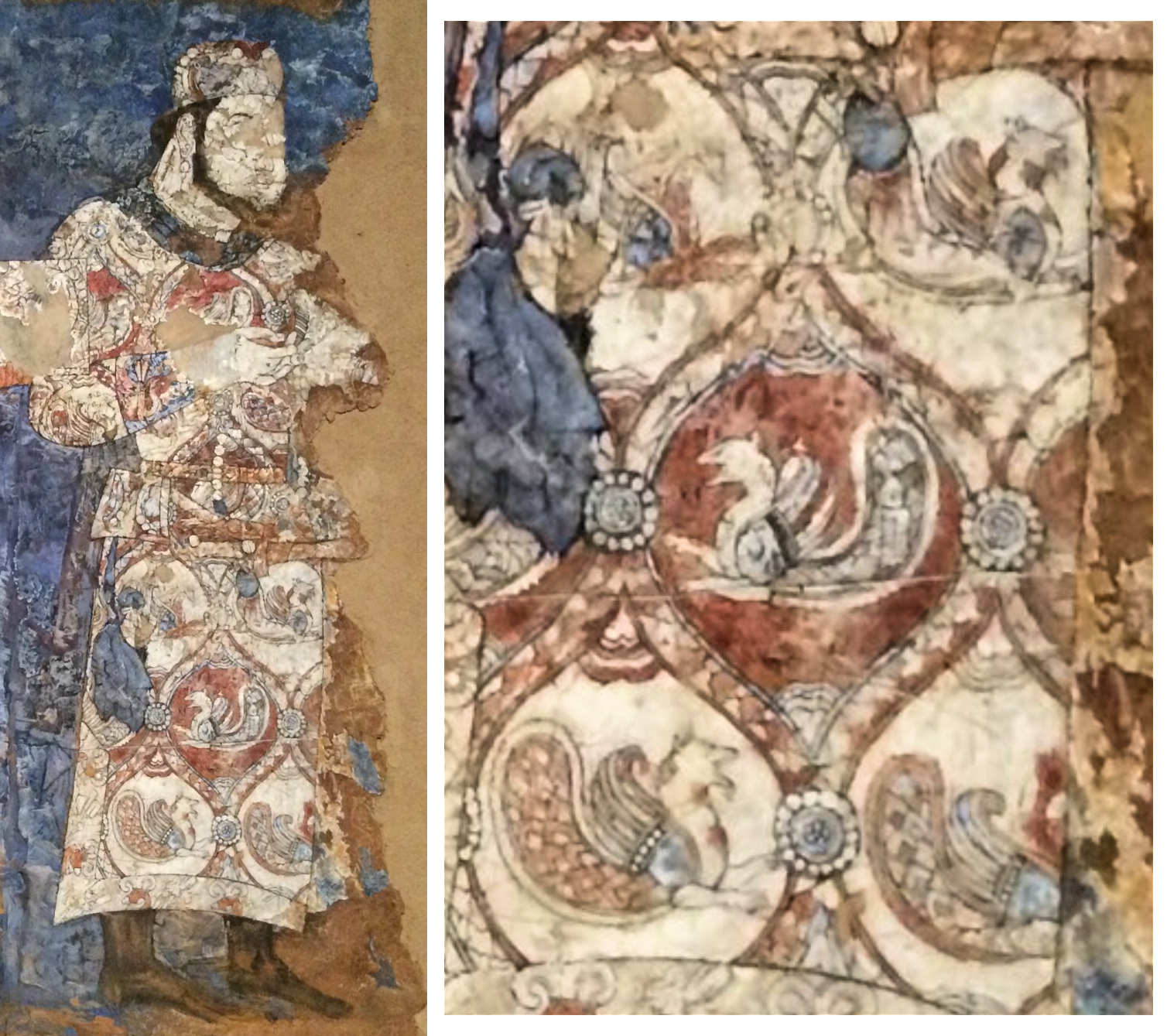
Delegado con diseño de Simurgh en su vestido en los murales de Afrasiab, 648-651
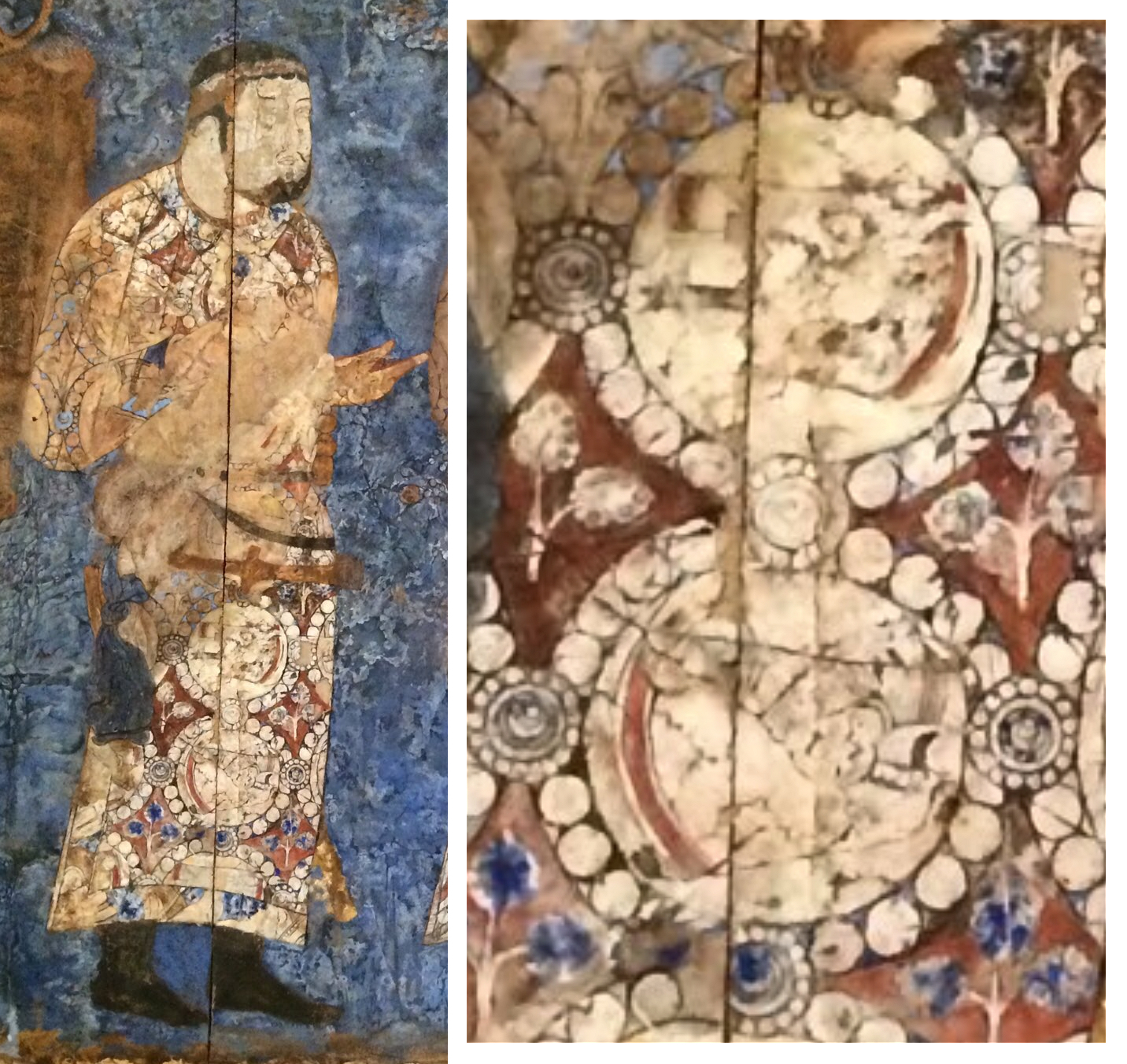
Delegado con el símbolo de la cabeza de jabalí en su vestido en los murales de Afrasiab, 650